# Protogoniomorpha
Genre
Protogoniomorpha est un genre de lépidoptères africains de la famille des Nymphalidae.

## Systématique et phylogénie
Le genre Protogoniomorpha a été décrit par l'entomologiste suédois Hans Daniel Johan Wallengren en 1857.
Son espèce type est Papilio anacardii Linnaeus, 1758, aujourd'hui appelée Protogoniomorpha anacardii.
Le genre est actuellement classé dans la famille des Nymphalidae, la sous-famille des Nymphalinae et la tribu des Junoniini.
Certains auteurs synonymisaient Protogoniomorpha avec Salamis,, mais à partir des années 2000, des études de phylogénie moléculaire ont montré qu'il est bien un genre distinct, qui est le groupe frère du genre Yoma,. Il s'est aussi avéré que l'espèce anciennement appelée Protogoniomorpha cytora appartient en fait au genre Junonia (et c'est peut-être aussi le cas de l'espèce similaire Protogoniomorpha temora).

## Liste des espèces
En fonction des sources, le genre Protogoniomorpha compte entre deux et cinq espèces :
- Protogoniomorpha anacardii (Linnaeus, 1758) — Afrique.
- Protogoniomorpha duprei (Vinson, 1863) — Madagascar — souvent considérée comme une sous-espèce de  P. anacardii.
- Protogoniomorpha parhassus (Druce, 1782) — Afrique.
- Protogoniomorpha cytora (Doubleday, 1847) — Afrique de l'Ouest — désormais replacée dans le genre Junonia.
- Protogoniomorpha temora C. & R. Felder, [1867] — Afrique — peut-être à replacer aussi dans le genre Junonia.

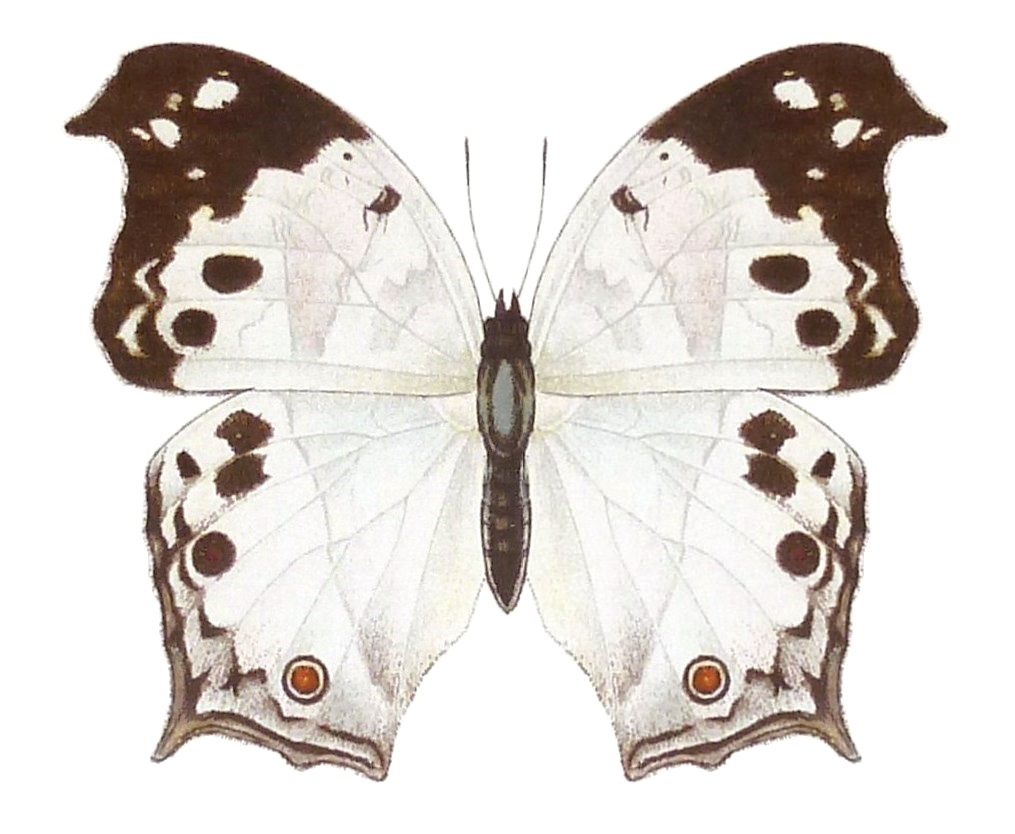
Protogoniomorpha anacardii anacardii
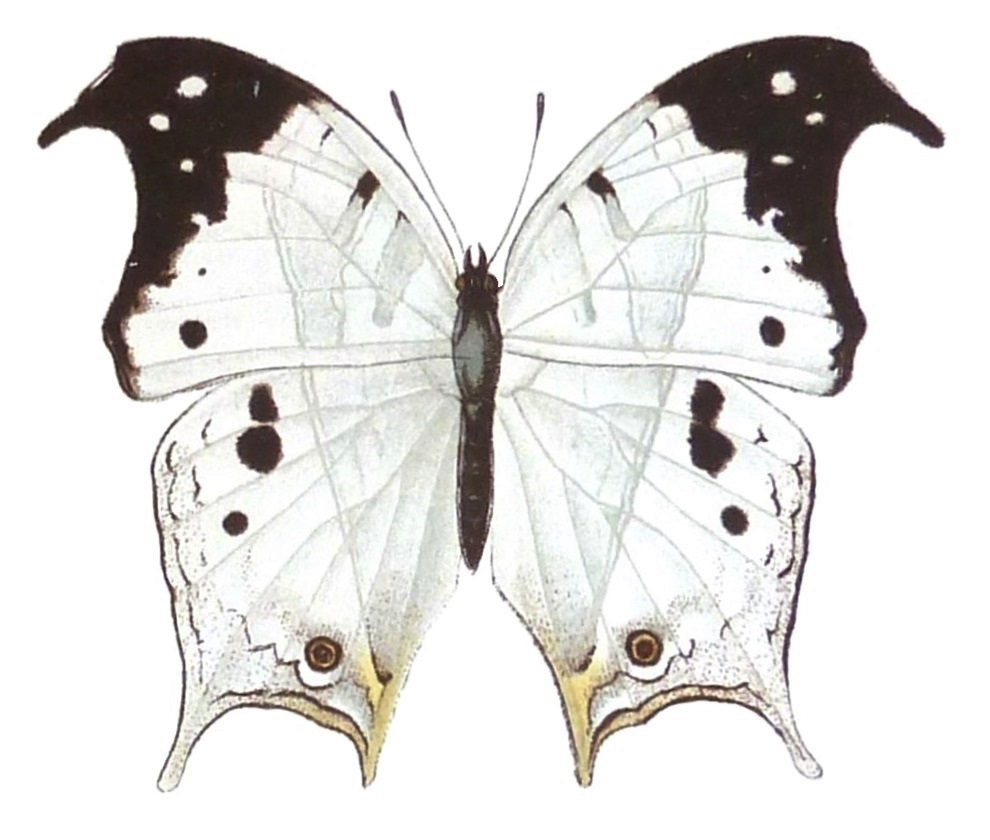
Protogoniomorpha anacardii duprei
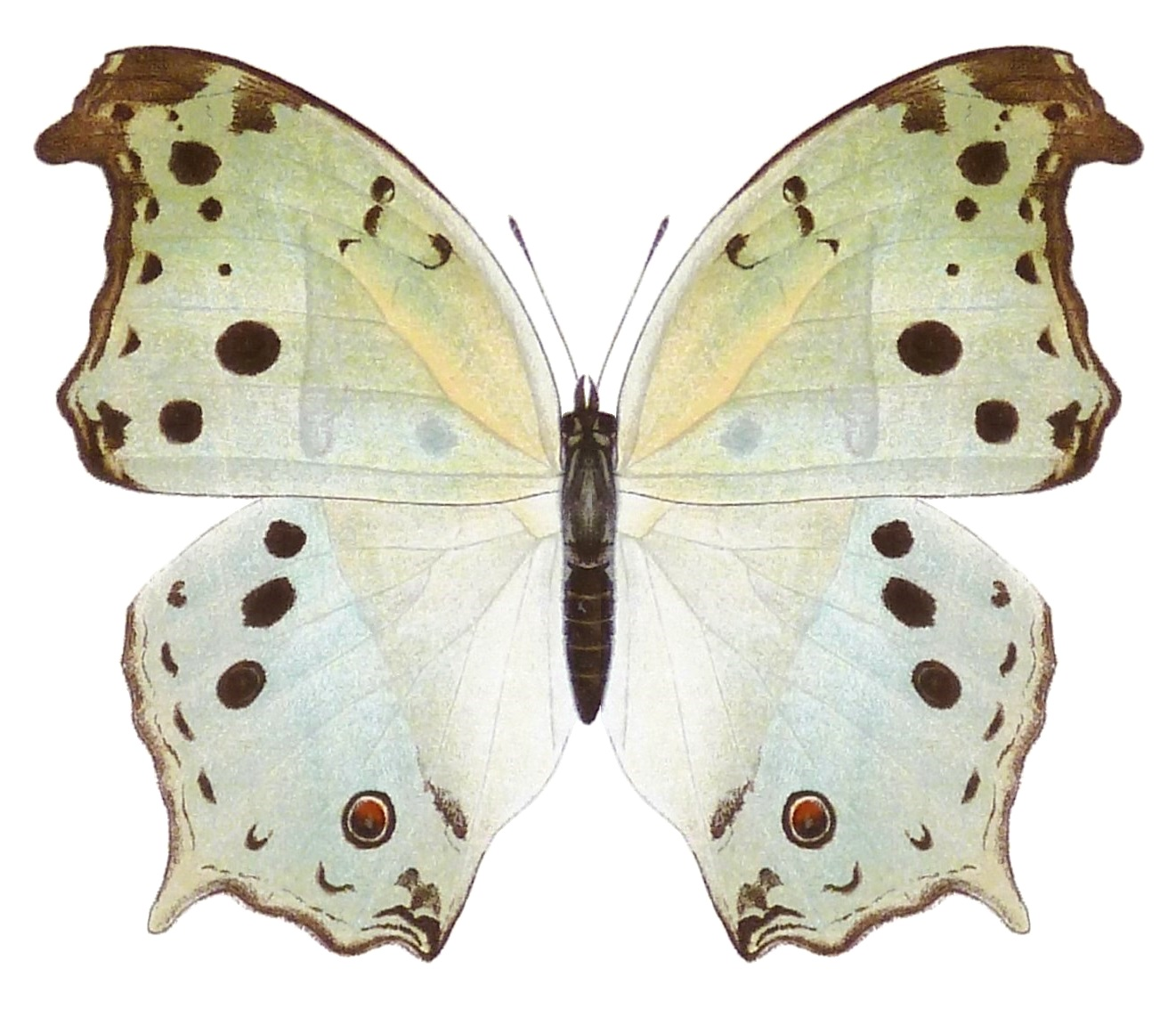
Protogoniomorpha parhassus
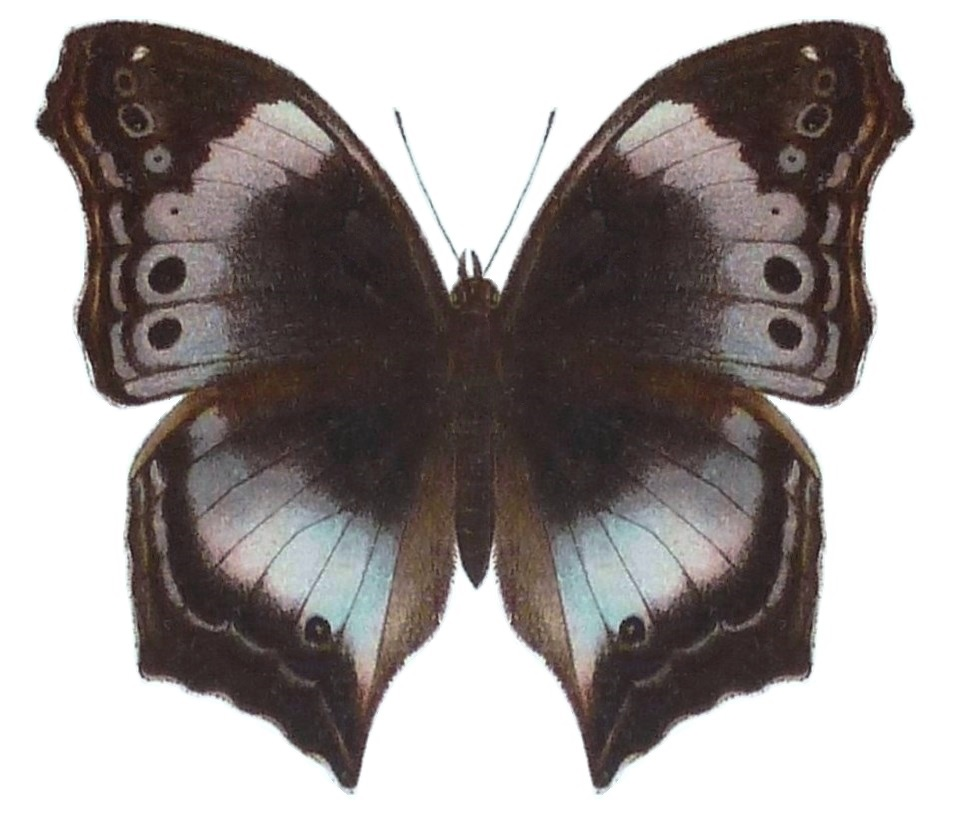
Junonia cytora
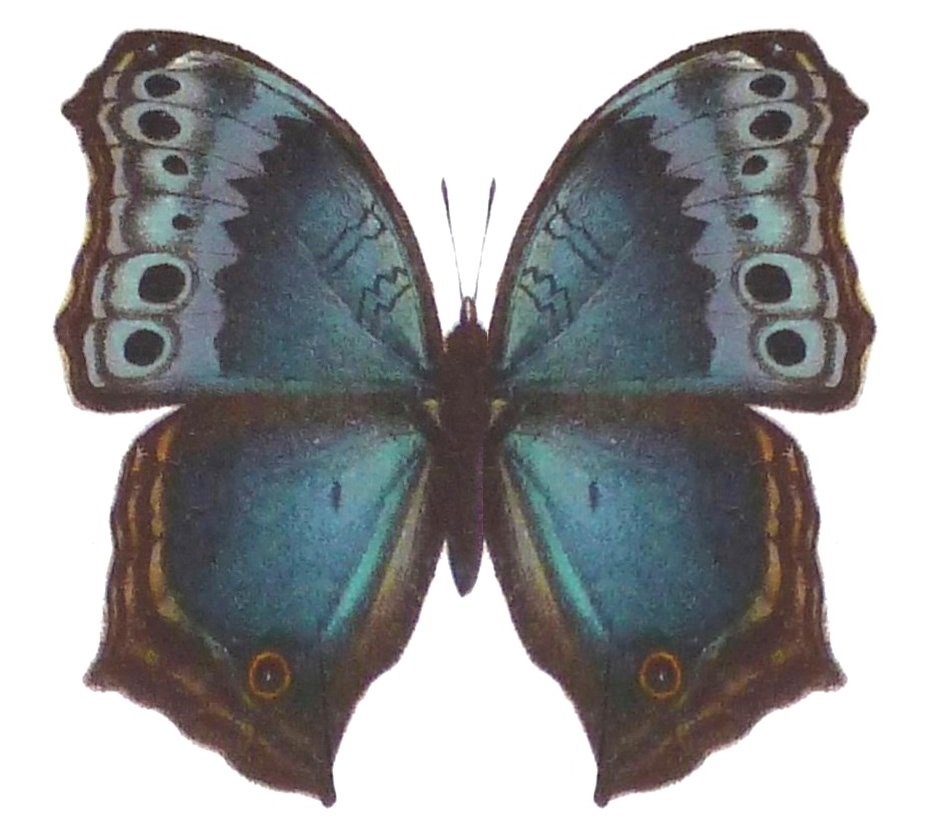
Junonia temora